# Tetrahedron-Preis
Der Tetrahedron-Preis (vollständig Tetrahedron Prize for Creativity in Organic Chemistry or Bioorganic and Medicinal Chemistry) ist ein Preis in Organischer Chemie, Bioorganischer Chemie und Medizinischer Chemie, der seit 1980 jährlich vom Verlag Elsevier, dem Herausgeber der Zeitschrift Tetrahedron, verliehen wird. Er wird für besonders bedeutende und originäre Leistungen in Erinnerung an die Mitgründer der Zeitschrift Tetrahedron, Robert Robinson und Robert Burns Woodward, verliehen.
Er ist mit 15.000 Dollar dotiert und mit einer Goldmedaille verbunden. Der Gewinner veröffentlicht einen Aufsatz in den Zeitschriften Tetrahedron oder Bioorganic & Medicinal Chemistry im Rahmen eines Symposium-Hefts zu ihren Ehren der jeweiligen Zeitschrift.
Daneben gibt es auch den Tetrahedron Young Investigator Award.

## Preisträger
- 1981 Albert Eschenmoser
- 1983 Elias J. Corey
- 1985 Gilbert Stork
- 1987 Arthur J. Birch
- 1989 Michael J. S. Dewar
- 1991 William Summer Johnson
- 1993 Ryoji Noyori und K. Barry Sharpless
- 1995 Alan R. Battersby und A. Ian Scott
- 1996 Samuel Danishefsky
- 1997 Stuart L. Schreiber
- 1998 David A. Evans und Teruaki Mukaiyama
- 1999 Henri B. Kagan
- 2000 Peter B. Dervan
- 2001 Yoshito Kishi
- 2002 Kyriacos C. Nicolaou
- 2003 Robert H. Grubbs und Dieter Seebach
- 2004 Koji Nakanishi
- 2005 Bernd Giese
- 2006 Hisashi Yamamoto
- 2007 J. Fraser Stoddart
- 2008 Larry E. Overman
- 2009 Steven V. Ley
- 2010 Satoshi Ōmura
- 2011 Manfred T. Reetz
- 2012 Paul A. Wender
- 2013 Shankar Balasubramanian
- 2014 Barry Trost und Jiro Tsuji
- 2015 William L. Jorgensen
- 2016 Ben L. Feringa
- 2017 Laura L. Kiessling
- 2018 Stephen L. Buchwald und John Hartwig
- 2019 Peter G. Schultz
- 2020 Dale Boger
- 2021 Richard B. Silverman
- 2022 Chi-Huey Wong
- 2023 Chuan He
- 2024 Eric N. Jacobsen
- 2025 Benjamin F. Cravatt